# Erdal Rakip
Erdal Rakip (13 februari 1996) is een Zweeds-Macedonisch voetballer die bij voorkeur als defensieve middenvelder speelt.

## Clubcarrière
Rakip sloot zich op vijfjarige leeftijd aan in de jeugdopleiding van Malmö FF. Op 1 juni 2013 debuteerde hij als zeventienjarige in de Allsvenskan tegen IF Brommapojkarna. Het seizoen erop speelde de middenvelder vijftien competitieduels. Op 30 juni 2015 volgde zijn eerste competitiedoelpunt tegen Gefle IF. Op 15 september 2015 debuteerde Rakip in de groepsfase van de UEFA Champions League in het Parc des Princes tegen Paris Saint-Germain. Op 2 april 2016 maakte hij zijn tweede competitietreffer in de thuiswedstrijd tegen IFK Norrköping. Hij verruilde Malmö FF in januari 2018 voor Benfica. Dat verhuurde hem direct voor een halfjaar aan Crystal Palace. In 2023 tekende hij bij Antalyaspor.

## Interlandcarrière
Rakip kwam uit voor diverse Zweedse nationale jeugdselecties. In 2015 debuteerde hij in Zweden –21. Rakip is van gemixt Turkse en Albanese komaf en heeft roots in Noord-Macedonië. In 2021 mocht hij debuteren voor het Macedonisch voetbalelftal.

## Erelijst
Malmö FF
- Zweeds landskampioen

2016, 2017